# 1993 en musique
| \| • Retour à la chronologie générale de la musique populaire • \| |
| XXIe siècle • XXe siècle • XIXe siècle • XVIIIe siècle XVIIe siècle • XVIe siècle • XVe siècle • XIVe siècle XIIIe siècle • XIIe siècle • XIe siècle • Xe siècle IXe siècle • VIIIe siècle • Haut Moyen Âge • Rome • Grèce |
| • Retour à la chronologie générale de la musique populaire • |

| • Retour à la chronologie générale de la musique populaire • |

| Années de la musique populaire : 1990 - 1991 - 1992 - 1993 - 1994 - 1995 - 1996    |
| Décennies de la musique populaire : 1960 - 1970 - 1980 - 1990 - 2000 - 2010 - 2020 |

Cet article présente les faits marquants de l'année 1993 en musique.

## Faits marquants

### En France
- Environ 13 millions de singles et 115 millions d'albums sont vendus en France en 1993[1]. Le 45-tours disparaît.
- Premiers succès d'Axelle Red (Sensualité) et Patrick Fiori (Mama Corsica).
- Michel Sardou se produit à Bercy du 19 janvier au 8 février.
- Première tournée de Vanessa Paradis, incluant 10 soirs à l'Olympia.
- Du 18 au 20 juin, Johnny Hallyday fête ses 50 ans au Parc des Princes, réunissant 180 000 spectateurs en 3 soirées.
- France Gall chante pour la première fois à Bercy du 10 au 24 septembre.
- Hélène se produit du 22 au 31 octobre au Zénith de Paris.
- Décès de Léo Ferré.

### Dans le monde
- Premiers succès des Cranberries (Linger), Ace of Base (All that she wants), Björk (Human behavior), Jamiroquaï (When you gonna learn), Radiohead (Creep), Sheryl Crow (Leaving Las Vegas) et Shaggy (Oh Carolina).
- Michael Jackson devient le premier artiste mondialement connu à se produire à la mi-temps du Super Bowl.
- Eric Clapton remporte 6 Grammy Awards pour son album Unplugged.
- Nouvelle tournée mondiale de Madonna avec The Girlie Show World Tour.
- Séparation des Dire Straits.

## Disques sortis en 1993
- Albums sortis en 1993
- Singles sortis en 1993

## Succès de l'année en France (Singles)

### Chansons classées Numéro 1
Cette liste présente, par ordre chronologique, tous les titres s'étant classés à la première place du Top 50 durant l'année 1993.
- Jordy : Dur dur d'être bébé !
- Whitney Houston : I will always love you
- Jordy : Alison
- 2 Unlimited : No limit
- Dire Straits : Encores
- Haddaway : What is love
- G.O. Culture : Darla dirladada
- Regg'Lyss : Mets de l'huile
- Freddie Mercury : Living on my own

### Chansons francophones
Cette liste présente, par ordre alphabétique, tous les titres francophones s'étant classés parmi les 15 premières places du Top 50 durant l'année 1993.
- Alain Souchon : Foule sentimentale
- Anaïs & Didier Barbelivien : Les Mariés de Vendée
- Bernard Minet : Changer tout ça
- Casimir : L'Île aux enfants
- Céline Dion : Un garçon pas comme les autres (Ziggy)
- Christophe Rippert : Un amour de vacances
- Classe mannequin : Essaye d’imaginer
- Étienne Daho : Mon manège à moi
- Fredericks Goldman Jones : Il suffira d’un signe (live)
- G.O. Culture : Darla dirladada
- Hélène : Pour l'amour d'un garçon
- Hélène : Je m'appelle Hélène
- Hélène : Peut-être qu’en septembre
- Jean-Michel Jarre : Chronologie Part 4
- Johnny Hallyday : Je serai là
- Jordy : Dur dur d'être bébé !
- Jordy : Alison
- Jordy : Les boules
- Les Charts : Aime-moi encore
- Les Enfoirés : Le monde est stone
- Les Infidèles : Les larmes des maux
- Les Innocents : L'Autre Finistère
- Les Visiteurs : C’est okay !
- Marie Carmen : L'Aigle noir
- Mylène Farmer : Que mon cœur lâche
- Native : Si la vie demande ça
- Patricia Kaas : Entrer dans la lumière
- Patricia Kaas : Il me dit que je suis belle
- Pow woW : Le lion est mort ce soir
- Regg'Lyss : Mets de l'huile
- Roch Voisine : La légende Oochigeas
- Stephan Eicher : Des hauts, des bas

### Chansons non francophones
Cette liste présente, par ordre alphabétique, tous les titres non francophones s'étant classés parmi les 10 premières places du Top 50 durant l'année 1993.
- 2 Unlimited : No limit
- 2 Unlimited : Tribal dance
- 4 Non Blondes : What’s up?
- Ace of Base : All that she wants
- Annie Lennox : Love song for a vampire
- Arrested Development : People everyday
- Billy Joel : The river of dreams
- Bob Marley : Iron Lion Zion
- Boyz II Men : End of the road
- Bryan Adams : Please forgive me
- Captain Hollywood Project : More and more
- Captain Hollywood Project : Only with you
- Charles & Eddie : Would I lie to you?
- Co.Ro & Taleesa : Because the night
- Culture Beat : Got to get it
- Culture Beat : Mr Vain
- Depeche Mode : I feel you
- Dire Straits : Encores
- Dr. Alban : Sing Hallelujah
- Duran Duran : Ordinary World
- East 17 : House of love
- Felix : Don’t you want me
- Freddie Mercury : Living on my own
- Gary Moore : Parisienne walkways
- Haddaway : What is love
- Haddaway : Life
- Iggy Pop : In the Deathcar
- Indecent Obsession : Whispers in the dark
- Lenny Kravitz : Are you gonna go my way
- Metallica : Nothing else matters
- Michael Bolton : To love somebody
- Michael Jackson : Heal the World
- Michael Jackson : Give in to me
- Mick Jagger : Sweet thing
- Not Real Presence : Chika Chika
- Pet Shop Boys : Go west
- Peter Kingsbery : Only the very best
- Pin-Occhio : Pinocchio
- R.E.M. : Everybody hurts
- Snow : Informer
- Spin Doctors : Two princes
- Tasmin Archer : Sleeping Satellite
- UB40 : (I can’t help) Falling in love with you
- Whitney Houston : I will always love you

## Succès de l'année en France (Albums)
Cette liste présente, par ordre alphabétique, les albums sortis en 1993 ayant obtenu une certification Platine ou Diamant en France.

### Disques de diamant (Plus d'un million de ventes)
- Ace of Base : Happy Nation
- Alain Souchon : C'est déjà ça
- Fredericks Goldman Jones : Rouge
- Mariah Carey : Music box
- Patricia Kaas : Je te dis vous

### Triples disques de platine (Plus de 900.000 ventes)
- Joe Cocker : Best of

### Disques de platine (Plus de 300.000 ventes)
- Axelle Red : Sans plus attendre
- Barbara Hendricks : La voix du ciel
- Bonnie Tyler : The best
- Bryan Adams : So far so good
- Céline Dion : The colour of my love
- Dire Straits : On the night
- East 17 : Walthamstow
- Eddy Mitchell : Rio Grande
- Édith Piaf : 30e anniversaire
- IAM : Ombre est lumière
- Jamiroquai : Emergency on Planet Earth
- Joe Dassin : Joe Dassin
- Lenny Kravitz : Are you gonna go my way
- Les Enfoirés chantent Starmania
- Liane Foly : Les petites notes
- Native : L’album
- Nirvana : In utero
- Phil Collins : Both Sides
- Renaud : Renaud cante el' Nord
- Sandra : Greatest hits
- Sol En Si 93
- The Rolling Stones : Jump back : the best of
- U2 : Zooropa
- UB40 : Promises and Lies
- Véronique Sanson : Zénith 93

## Succès internationaux de l’année
Cette liste présente, par ordre alphabétique, les trente titres et albums ayant eu le plus de succès dans les charts internationaux en 1993,.

### Singles
- 2 Unlimited : No limit
- 4 Non Blondes : What’s up?
- Ace of Base : All that she wants
- Aerosmith : Cryin'
- Billy Joel : The river of dreams
- Bryan Adams : Please forgive me
- Captain Hollywood Project : More and more
- Culture Beat : Mr Vain
- DJ Jazzy Jeff & The Fresh Prince : Boom! Shake the room
- Duran Duran : Ordinary World
- Freddie Mercury : Living on my own
- Haddaway : What is love
- Janet Jackson : That's the way love goes
- Janet Jackson : Again
- Mariah Carey : Hero
- Mariah Carey : Dreamlover
- Meat Loaf : I'd do anything for love (but I won't do that)
- Pet Shop Boys : Go west
- Regina Belle & Peabo Bryson : A whole new world
- R.E.M. : Everybody hurts
- Rod Stewart : Have I told you lately
- Shaggy : Oh Carolina
- Snow : Informer
- Soul Asylum : Runaway train
- Spin Doctors : Two princes
- Sting : If I Ever Lose My Faith in You
- Tag Team : Whoomp! (There it is)
- The Proclaimers : I'm gonna be (500 miles)
- UB40 : (I can’t help) Falling in love with you
- Whitney Houston : I have nothing

### Albums
- 4 Non Blondes : Bigger, better, faster, more!
- Ace of Base : Happy Nation
- Aerosmith : Get a Grip
- Billy Joel : River of dreams
- Bjork : Debut
- Bryan Adams : So far so good
- Cypress Hill : Black Sunday
- Depeche Mode : Songs of faith and devotion
- Dr Dre : The Chronic
- Garth Brooks : In pieces
- Guns n' Roses : The spaghetti incident?
- Janet Jackson : Janet.
- Kenny G : Breathless
- Lenny Kravitz : Are you gonna go my way
- Mariah Carey : Music box
- Meat Loaf : Bat out of hell II, back into hell
- Michael Bolton : The one thing
- Nirvana : In utero
- Pearl Jam : Vs.
- Pet Shop Boys : Very
- Phil Collins : Both Sides
- Rage Against The Machine : Rage Against The Machine
- Rod Stewart : Unplugged... and seated
- Snoop Dogg : Doggystyle
- Spin Doctors : Pocket full of kryptonite
- Sting : Ten summoner's tales
- The Smashing Pumpkins : Siamese Dream
- U2 : Zooropa
- UB40 : Promises and Lies
- Whitney Houston : Bodyguard

## Récompenses
- États-Unis : 36e cérémonie des Grammy Awards
- États-Unis : American Music Awards 1993 (en)
- États-Unis : 1993 MTV Video Music Awards (en)
- Europe : Concours Eurovision de la chanson 1993
- France : 9e cérémonie des Victoires de la musique
- Québec : 15e gala des prix Félix
- Royaume-Uni : Brit Awards 1993

## Formations et séparations de groupes
- Groupe de musique formé en 1993
- Groupe de musique séparé en 1993

## Naissances
- 12 janvier : Zayn Malik, chanteur britannique du groupe One Direction
- 21 janvier : Cris Cab, chanteur américain
- 22 janvier : Bigflo, rappeur français
- 8 mars : Mathieu Saïkaly, auteur-compositeur-interprete folk et Youtubeur
- 2 mai : Eddy de Pretto, chanteur français
- 17 juin : Zed, rappeur et chanteur français
- 26 juin : Ariana Grande, chanteuse américaine
- 28 juillet : Cher Lloyd, chanteuse et rappeuse britannique
- 5 août : Louis Delort, chanteur français
- 29 août : Liam Payne, chanteur britannique du groupe One Direction († 16 octobre 2024)
- 1er septembre : 
  - Ilona Mitrecey, chanteuse française
  - Tion Wayne, rappeur britannicco-nigérian
- 13 septembre : Niall Horan, chanteur irlandais du groupe One Direction
- 15 septembre : Delcat Idengo, auteur-compositeur et rappeur congolais († 13 février 2025)
- 30 novembre : Massimo Pericolo, rappeur et chanteur italien
- 1er décembre : Drakeo the Ruler, rappeur américain († 19 décembre 2021)

## Décès
- 6 janvier : Dizzy Gillespie, trompettiste de jazz américain
- 22 janvier : Helno, chanteur des Négresses vertes
- 23 janvier : Wayne Raney, harmoniciste, compositeur et chanteur de musique country américain
- 5 juin : Conway Twitty, guitariste et chanteur de rockabilly et country américain
- 28 juin : GG Allin, chanteur de punk hardcore américain
- 14 juillet : Léo Ferré, auteur-compositeur-interprète français
- 10 août : Euronymous, guitariste de Mayhem
- 3 novembre : Lev Sergueïevitch Termen, ingénieur russe inventeur du thérémine.
- 24 novembre : Albert Collins, guitariste et chanteur de blues américain
- 26 novembre : Grande Otelo, acteur, chanteur et compositeur brésilien
- 3 décembre : Ray Gillen, chanteur du groupe de heavy metal Black Sabbath
- 4 décembre : Frank Zappa, guitariste américain